# Nové Sedlo (district de Louny)
Pour les articles homonymes, voir Nové Sedlo.
Nové Sedlo (en allemand : Neusattel b. Saaz) est une commune du district de Louny, dans la région d'Ústí nad Labem, en Tchéquie. Sa population s'élevait à 610 habitants en 2021.

## Géographie
Nové Sedlo se trouve à 6 km à l'ouest-nord-ouest de Žatec, à 24 km à l'ouest de Louny, à 55 km au sud-ouest d'Ústí nad Labem et à 75 km au nord-ouest de Prague.
La commune est limitée par Březno au nord, par Žiželice et Libočany à l'est, par Čeradice au sud-est, par Podbořany au sud, et par Libědice et Chbany à l'ouest.

## Histoire
La première mention du village remonte à 1411.

## Transports
Par la route, Nové Sedlo se trouve à 8 km de Žatec, à 28 km de Louny, à 73 km d'Ústí nad Labem et à 89 km de Prague.